# Eupithecia dagestani
Eupithecia dagestani là một loài bướm đêm trong họ Geometridae.